# Перфторуглеводороды
Фторуглероды (перфторуглеводороды) — углеводороды, в которых все атомы водорода замещены на атомы фтора. В названиях фторуглеродов часто используют приставку «перфтор» или символ «F», напр. (CF3)3CF — перфторизобутан, или F-изобутан. Низшие фторуглероды — бесцветные газы (до C5) или жидкости (табл.), не растворяются в воде, растворяются в углеводородах, плохо — в полярных органических растворителях. Фторуглероды отличаются от соответствующих углеводородов большей плотностью и, как правило, более низкими значениями температуры кипения. Высшие и особенно полициклические фторуглероды обладают аномально высокой способностью растворять газы, например, кислород, углекислый газ.

## Свойства некоторых перфторуглеводородов
| Соединение                 | Мол. м. | T. пл., °C | T. кип., °C | d420 (°C)   | nD20 (°C)     |
| -------------------------- | ------- | ---------- | ----------- | ----------- | ------------- |
| Перфторметан CF4           | 88,01   | −183,6     | −128,0      | 1,317 (-80) | 1,151 (-73,3) |
| Перфторэтан CF3CF3         | 138,01  | −100,0     | −78,2       | 1,587 (-73) | 1,20          |
| Перфторпропан CF3CF2CF3    | 188,02  | −148,3     | −36,8       | 1,350 (20)  | —             |
| Перфторбутан CF3(CF2)2CF3  | 238,03  | −128,0     | −2,0        | 1,543       | —             |
| Перфторпентан CF3(CF2)3CF3 | 288,04  | −125,0     | 29,3        | 1,620 (20)  | 1,2411 (20)   |
| Перфторгексан CF3(CF2)4CF3 | 338,04  | −82,3      | 57,2        | 1,680 (25)  | 1,2515 (22)   |
| Перфторгептан CF3(CF2)5CF3 | 388,05  | −78,0      | 82,5        | 1,733 (20)  | 1,262 (20)    |
| Перфтороктан CF3(CF2)6CF3  | 438,06  | −25        | 104,0       | 1,783 (20)  | —             |

Насыщенные фторуглероды устойчивы к действию кислот, щелочей и окислителей; при нагревании выше 600—800 °C или в условиях радиолиза разлагаются с образованием смеси низших и высших фторуглеродов. Со щелочными металлами реагируют только при нагревании выше 200 °C или при 20 °C в жидком аммиаке. Гидрогенолиз фторуглеродов при 700—950 °C приводит к расщеплению связи С—С и образованию смеси низших моногидрополифторалканов.
Начиная с перфторбутана, несмотря на значительно большую молекулярную массу, у насыщенных фторуглеродов температура кипения ниже, чем у соответствующих предельных углеводородов, что является удивительным свойством. По величине температуры кипения для данной молекулярной массы насыщенные фторуглероды близки к благородным газам:285.

## Получение перфторуглеводородов
В природе фторуглероды не найдены и могут быть получены лишь в результате химического синтеза:285.
Один из методов получения фторуглеродов — электрохимическое фторирование углеводородов, заключающееся в получении фтора в результате электролиза раствора фторида и тут же, в окрестностях анода, взаимодействии фтора с органикой:284.
Непосредственное, по аналогии с хлорированием, фторирование углеводородов затруднено ввиду большего теплового эффекта, приводящего к разрушению и изменению образующегося соединения. Поэтому нужно разбавление реагентов благородными газами и специальный отвод теплоты:284. Другие способы получения фторуглеродов включают фторирование углеводородов в газовой фазе в присут. CoF3, либо хлорфторалканов фторидами различных переходных металлов.
Фторуглероды могут быть получены также пиролизом полифторалканов при 500—1000 °C или полифторолефинов при 900—1700 °C, либо действием цинка на перфторидалканы в среде апротонного полярного растворителя.

## Свойства перфторуглеводородов
Перфторуглеводороды — бесцветные газы или жидкости (реже твердые вещества), с необычно низким показателем преломления, высокой плотностью. Мало растворимы в воде. Хорошо растворяют газы (например, кислород).
Высокая растворимость газов в жидких перфторуглеродах обусловлена наличием в таких жидкостях многочисленных крупноразмерных (в молекулярном масштабе) пустот, в которые способны внедряться молекулы газов.
Химически весьма инертны. Не реагируют с кислотами и щелочами даже при нагревании. При нагревании реагируют с щелочными металлами (может быть взрыв). Способны подвергаться пиролизу и фотолизу.

## Применение перфторуглеводородов
Фторуглероды — диэлектрики, теплоносители, гидравлические жидкости, смазочные масла, низкотемпературные хладагенты (см. Хладоны), мономеры в производстве фторполимеров, эффективные газопереносящие среды, что позволяет использовать их для жидкостного дыхания или в качестве искусственной крови. Конденсация перфторуглеводородов используется для пайки печатных плат.
Многие фторуглероды трудногорючи, невзрывоопасны, малотоксичны.
Перфторуглеводороды способны создавать сильный парниковый эффект в тысячи раз сильнее, чем CO2, что потенциально может быть использовано для терраформирования.